# RN8 (Dschibuti)
Die RN8 ist eine Fernstraße in Dschibuti, die in Yoboki an der Ausfahrt der RN1 beginnt und an der Kreuzung mit der RN9 und der RN10 endet. Sie ist 53 Kilometer lang.